# Betula callosa
Betula callosa là một loài thực vật có hoa trong họ Betulaceae. Loài này được Lindq mô tả khoa học đầu tiên.